# Neozimiris pubescens
Espèce
Synonymes
- Zimiris pubescens Banks, 1898
- Pericuris insularis Chamberlin, 1924
- Pericuris pallida Chamberlin & Ivie, 1935

Neozimiris pubescens est une espèce d'araignées aranéomorphes de la famille des Prodidomidae.

## Distribution
Cette espèce se rencontre aux États-Unis en Arizona et en Californie et au Mexique en Basse-Californie et en Basse-Californie du Sud,,.

## Description
La femelle holotype mesure 3,8 mm.
Les mâles mesurent de 1,78 à 2,81 mm et les femelles de 3,01 à 5,51 mm.

## Systématique et taxinomie
Cette espèce a été décrite sous le protonyme Zimiris pubescens par Banks en 1898. Elle est placée dans le genre Neozimiris par Simon en 1903, dans le genre Zimiris par Dalmas en 1919, dans le genre Neozimiris par Cooke en 1964.
Pericuris insularis et Pericuris pallida ont été placées en synonymie par Cooke en 1964.

## Publication originale
- Banks, 1898 : « Arachnida from Baja California and other parts of Mexico. » Proceedings of the California Academy of Sciences, sér. 3, vol. 1, p. 205-308 (texte intégral).